# کتی رایکس
کتی رایکس (انگلیسی: Kathy Reichs؛ زادهٔ ۷ ژوئیهٔ ۱۹۴۸) انسان‌شناس، نویسنده، استاد دانشگاه، رمان‌نویس، تهیه‌کننده تلویزیونی و پژوهشگر اهل ایالات متحده آمریکا است. وی استاد بازنشستهٔ افتخاری انسان‌شناسی قانونی دانشگاه کارولینای شمالی در شارلوت است و بابت الهام بخشیدن به ساخت سریال تلویزیونی استخوان‌ها شهرت دارد.

## اوایل زندگی
کتلین جون تولی در سال ۱۹۴۸ در شیکاگو زاده شد.
او مدرک کارشناسی خود را در رشتهٔ انسان‌شناسی از دانشگاه امریکن در سال ۱۹۷۱ گرفت. در سال ۱۹۷۲، او کارشناسی ارشد خود را در رشته انسان‌شناسی زیستی در دانشگاه نورث‌وسترن به پایان رساند، و در همان‌جا و همان رشته در سال ۱۹۷۵ مدرک دکترای خود را نیز اخذ کرد.

## زندگی دانشگاهی و انسان‌شناسی
کتی رایکس از سال ۱۹۷۵، در دانشگاه ایلینوی شمالی، دانشگاه پیتسبرگ، دانشگاه کنکوردیا و دانشگاه مک‌گیل تدریس کرده است و در حال حاضر به عنوان استاد بازنشسته افتخاری انسان‌شناسی در دانشگاه دانشگاه کارولینای شمالی در شارلوت مشغول به کار است. در گذشته، کتی رایکس مشاور دفتر بازرس ارشد پزشکی قانونی در کارولینای شمالی بوده است.
رایکس در تانزانیا حاضر شد تا در دادگاه بین‌المللی کیفری سازمان ملل متحد برای رواندا شهادت دهد. او به کلاید اسنو و بنیاد انسان‌شناسی قانونی گواتمالا در انجام نبش قبر در منطقه دریاچه آتیتلان در ارتفاعات جنوب غربی گواتمالا کمک کرده است. او یکی از اعضای تیم «واکنش عملیاتی شناسایی اجساد در حوادث فاجعه‌بار» بود که برای کمک به فاجعه مرکز تجارت جهانی گماشته شده بودند.
او یکی از ۱۰۰ انسان‌شناس است که توسط هیئت انسان‌شناسی قانونی آمریکا تأیید شده است و عضو هیئت مدیره آکادمی علوم پزشکی قانونی آمریکا است. او همچنین با «آزمایشگاه علوم قانونی و پزشکی قانونی» در استان کبک کانادا همکاری داشته است.

## رمان
علاوه بر کتاب‌های فنی-تخصصی، رایکس تا ژانویه ۲۰۱۹، ۲۳ رمان نوشته است که به ۳۰ زبان ترجمه شده است. ۲۰ تا از این رمان‌ها مجموعه‌ای از «تِمپرانس برنان» را تشکیل می‌دهند. اولین رمان او، «از پیش مرده»، در سال ۱۹۹۷ برنده جایزه آرتور الیس برای «بهترین رمان اول» شد.
قهرمان داستانی رمان‌هایش، تِمپرانس «تمپی» برنان، یک انسان‌شناس قانونی است. سبک زندگی او دقیقاً شبیه زندگی خالقش کتی رایکس است و رایکس اظهار داشت که برنان و او «رزومه یکسانی دارند» و «برخی از ویژگی‌های شخصیتی تمپی در من هست»، اما در زندگی شخصی آن‌ها تفاوت‌هایی مانند اعتیاد به الکل شخصیت وجود دارد. بخش بزرگی از رمان‌ها بر اساس واقعیت‌های علمی در زندگی واقعی هستند و رایکس اظهار کرده است که «به‌شدت و آگاهانه تلاش کرده مطالب علمی مطرح‌شده، درست باشد.» او از تجربیات دوران حرفه‌ای خود در رمان‌هایش استفاده کرده و دربارهٔ رمان از پیش مرده گفته است که «هر چیزی را که در کتاب توصیف می‌کنم، در واقع انجام داده‌ام.» او در رمان رازهای گورستان از تجربه سفرش به گواتمالا استفاده می‌کند.
او همچنین (به همراه پسرش برندان) یک مجموعه رمان‌های داستانی نوجوان به نام وایرالز را با محوریت شخصیت خواهرزاده تمپی، «توری برنان» و گروهی از دوستانش با نام‌های بن، هیرام، شلتون و سگ گرگی‌شان کوپر نوشته است.
یک رمان مستقل تحت عنوانِ «دو شب» که در ۱۱ ژوئیه ۲۰۱۷ منتشر شد، شخصیتی به نام ستردی نایت را به تصویر می‌کشد، زن قهرمانی سرسخت و زخم‌خورده.

## تلویزیون
سریال تلویزیونی استخوان‌ها محصول سال ۲۰۰۵ شبکهٔ تلویزیونی فاکس از زندگی و رمان‌های کتی رایکس الهام گرفته شده است. این سریال نام قهرمان زن کتاب‌های او، تِمپرانس «بونز» برنان را وام گرفته است. همچون رمان اصلی، برنان (امیلی دشانل) یک انسان‌شناس قانونی است. با این حال، تفاوت‌های زیادی هم وجود دارد: شخصیت تلویزیونی جوان‌تر و از نظر اجتماعی نامتعارف است، و محل کارش یک مؤسسی خیالی به نام جفرسونیان (نسخه داستانی مؤسسه اسمیتسونین در واشینگتن، دی.سی.) است. علاوه بر این، شغل فرعی شخصیت برنان در مجموعه تلویزیونی نویسندگی رمان است، که در مورد یک انسان‌شناس خیالی پزشکی قانونی به نام کتی رایکس قصه می‌نویسد. جدای از نام و شغل شخصیت، شباهت‌های کمی بین وقایع سریال تلویزیونی و رمان‌ها وجود دارد.
کتی رایکس یکی از تهیه‌کننده‌های این مجموعهٔ تلویزیونی بود تا «مسائل علمی آن مطابق واقعیت باشد». او خودش در اپیزود فصل دوم «جوداس بر میله رقص» بازی کرده است؛ در نقش پروفسور کنستانس رایت، یک انسان‌شناس قانونی در هیئت امنای جفرسونیان که دفاع از پایان‌نامه زک آدی را به عهده دارد.
رایکس نویسندهٔ فیلمنامهٔ اپیزود فصل پنجم «جادوگر در کمد» بود و اپیزود فصل نهم، «یارو در سد» و فصل یازدهم را با نام «استیف بر صخره» را با همکاری دخترش کری نوشت.

## دادگاه قتل کیسی آنتونی
رایکس در سال ۲۰۱۱ در محاکمه قتل کیسی آنتونی «شاهد خبره» بود. رایکس تمایلی به درگیر شدن در ماجرا نداشت، اما بعداً موافقت کرد و تجزیه و تحلیل استخوانی کامل دختر آنتونی، «کیلی» را انجام داد، اما نتوانست علت مرگ را تعیین کند. او به این نتیجه رسید که هیچ مدرکی دال بر آزار وجود ندارد و به نظر می‌رسد که کودک از تغذیه خوبی برخوردار بوده است.